# Kvarteret Hoven

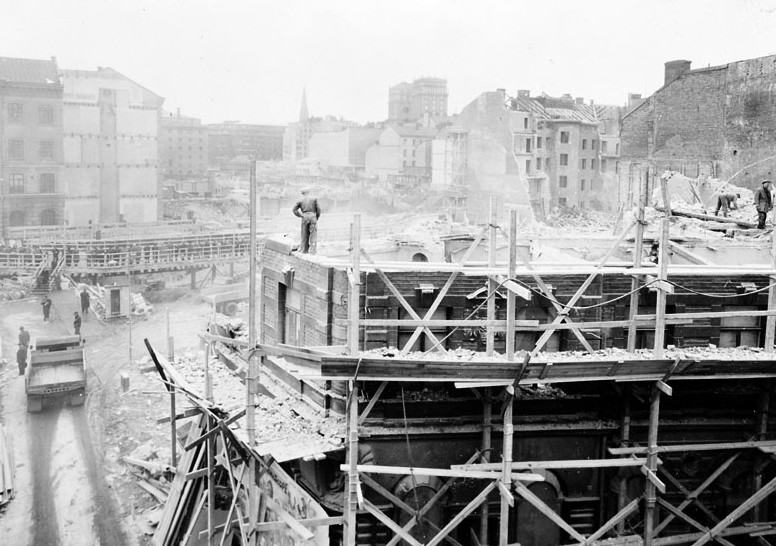
Rivning av Hamngatan 38 i kvarteret Gropen (Hoven), vy mot norr, 1954.

Kvarteret Hoven (inofficiellt kallat Guldklimpen) var ett planerat kvarter på Norrmalm i Stockholm. Hoven var tänkt att ligga i förlängningen av Sveavägens södra del ungefär där Sergels torg nu finns. Kvarteret existerade bara på kartor och i officiella dokument men aldrig i verkligheten.

## Historik
Bildandet av kvarteret Hoven hade sin bakgrund i planeringen av Sveavägens förlängning söderut till Hamngatan. Ett av de första konkreta förslagen lanserades redan 1912 av dåvarande stadsplanedirektören Per Olof Hallman. Söder om Mäster Samuelsgatan, ungefär i södra delen av dåvarande kvarteret Gropen (adress Hamngatan 30–38), skulle Sveavägen grena upp sig och kopplas till Hamngatan mot öster respektive Klarabergsgatan mot väster. Här uppstod ett triangulärt vägområde med ett minikvarter i mitten som kallades Hoven vilket, enligt planerna, skulle bestå av två fastigheter: Hoven 1 och 2. Kvartersnamnet var inspirerat av intill liggande kvarteret Hästskon. De kvarvarande resterna av kvarteret Gropen i öster och väster döptes till Hästryggen med fem fastigheter respektive Stigbygeln med tre fastigheter.
| Kvarteren Hoven, Stigbygeln och Hästryggen på en Stockholmskarta från 1920-talet (till vänster) respektive 1940-talet. |  | Kvarteren Hoven, Stigbygeln och Hästryggen på en Stockholmskarta från 1920-talet (till vänster) respektive 1940-talet. |
| Kvarteren Hoven, Stigbygeln och Hästryggen på en Stockholmskarta från 1920-talet (till vänster) respektive 1940-talet. |  | |

Hallmans förslag förverkligades aldrig fullt ut, inte heller de nya kvarteren. När Stockholms stad efter en mängd olika förslag slutligen bestämde Sveavägens förlängning och sträckning kom Hallmans plan att genomföras bara till viss del, med en större bredd och med en stor cirkulationsplats (nuvarande Sergels torg). 
På 1930-talet slutade Sveavägen i höjd med Konserthuset. Rivningarna i de tättbebyggda kvarteren söder om Oxtorgsgatan, bland dem Gropen (Hoven), inleddes under 1950-talets första hälft och blev en del av Norrmalmsregleringen. Det enorma schaktområdet som uppstod här kallades i folkmun skämtsamt för Riksgropen. Kvarteren Hoven och Hästryggen utgick medan Stigbygeln finns fortfarande kvar och avser Hötorgsskrapornas höghus nr 5, Sveavägen 1.